# سایروس اس‌آر۲۰
سایروس اس‌آر۲۰ (به انگلیسی: Cirrus_SR20) یک هواگرد از نوع ترابری غیرنظامی ساخت شرکت Cirrus Aircraft است. هواگرد سایروس اس‌آر۲۰ نخستین پروازش را در ۲۱ مارس ۱۹۹۵ میلادی انجام داد. در مجموع، تعداد 1,332 فروند از این هواگرد ساخته شده‌است.